# Station Mrocza
Station Mrocza is een spoorwegstation in de Poolse plaats Mrocza.